# Phạm Công Tắc
Phạm Công Tắc (1890-1959), tự là Ái Dân, biệt hiệu Tây Sơn Đạo, là một trong những lãnh đạo trong việc hình thành, xây dựng, phát triển và kiện toàn hệ thống tôn giáo của đạo Cao Đài. Ông còn là một nhân sĩ trí thức dấn thân nổi tiếng ở Việt Nam thế kỷ 20.

## Cuộc đời

### Thân thế
Phạm Công Tắc sinh ngày 21 tháng 6 năm 1890 (tức mùng 5 tháng 5 năm Canh Dần) tại làng Bình Lập, quận Châu Thành, tỉnh Tân An (nay thuộc thành phố Tân An, tỉnh Long An). Ông là người con thứ 7 trong gia đình 8 người con.
Cha của ông là ông Phạm Công Thiện, là một công chức chính quyền thuộc địa, quê quán ở làng An Hòa, quận Trảng Bàng, tỉnh Tây Ninh. Mẹ ông là bà La Thị Đường, cũng là người làng An Hòa. 
Năm 1896, ông bắt đầu đi học tiểu học tại Tân An, nơi cha ông công tác, nhưng sau đó cha ông nghỉ việc, đưa cả gia đình về nguyên quán. Ông được rửa tội tại nhà thờ Tây Ninh vào năm 1900. Hai năm sau, cha ông qua đời. Dù gia cảnh rất khó khăn, năm 1906, Phạm Công Tắc vẫn tiếp tục theo học ở trường Chasseloup-Laubat tại Sài Gòn. Năm 1907, ông đậu bằng Thành chung.

### Hoạt động xã hội
Thời gian học trung học, Phạm Công Tắc tham gia tích cực trong phong trào Đông Du tại Sài Gòn do hai ông Gilbert Trần Chánh Chiếu và Dương Khắc Ninh lãnh đạo. Năm 1908, ông được Hội Minh Tân, một tổ chức con của phong trào Đông Du, chuẩn bị đưa đi nước ngoài; nhưng sau đó, bị bại lộ không đi được. Do bị chính quyền chú ý theo dõi, ông phải bỏ học.
Do có trình độ Thành chung, Phạm Công Tắc được nhận vào một hãng buôn làm công. Thời gian này, ông tham gia cộng tác với các báo như Công luận, La Cloche Fêlée (Chuông rè) của Nguyễn An Ninh, La Voix Libre (Tiếng nói tự do), Lục Tỉnh Tân Văn của ông Pierre Jeantet, ông Gilbert Chiếu làm chủ bút... với bút danh Ái Dân. Đây là những tờ báo ít nhiều cổ vũ tinh thần dân tộc nên trở thành những cái gai trong mắt chính quyền thực dân. Sau khi ông Gilbert Chiếu bị bắt, tờ báo đình bản, ông lại về quê.
Đến năm 1910, gia đình lâm vào cảnh túng thiếu, nên Phạm Công Tắc phải xin vào làm tại Sở Thương Chánh Sài Gòn. Sau khi có việc làm, ông lập gia đình với bà Nguyễn Thị Nhiều. Ông bà có với nhau 3 người con (1 trai, 2 gái) nhưng người con trai mất sớm khi mới 4 tuổi. Tuy là công chức, nhưng gia cảnh của ông vẫn rất chật vật vì nếp sống thanh bần.
Vì là công chức, Phạm Công Tắc được chuyển công tác đi nhiều nơi, đầu tiên là Cái Nhum (Vĩnh Long), Quy Nhơn rồi lại chuyển về Sài Gòn, cuối cùng là chuyển sang Nam Vang (Phnom Penh). Suốt thời gian làm công chức cho chính quyền thuộc địa Pháp, ông chỉ giữ một chức vụ cấp thấp là thư ký sở Thương Chánh.

### Đạo nghiệp sơ khai
Sau khi mẹ qua đời, Phạm Công Tắc bắt đầu quan tâm đến cuộc sống tâm linh nhiều hơn. Đầu thập niên 1920, phong trào Thông linh học (Spiritisme) bắt đầu phổ biến tại Nam Kỳ. Vào khoảng tháng 7 năm 1925, ông cùng với các bạn hữu công chức gốc Tây Ninh là Cao Quỳnh Cư và Cao Hoài Sang cùng thử nghiệm lập bàn tại nhà ông Cao Hoài Sang ở đường Arras. Do các thành viên ban đầu mang họ Cao và họ Phạm, nên còn được gọi là nhóm Cao - Phạm. Nhóm còn có một thành viên nữ là bà Nguyễn Thị Hiếu, vợ ông Cao Quỳnh Cư.
Nhóm được cho là tiếp xúc với Thượng đế qua danh hiệu AĂÂ vào khoảng tháng 7 năm 1925. Đến khoảng trung tuần tháng 9 năm 1925, nhóm chuyển sang dùng đại ngọc cơ để cầu cơ. Theo các tài liệu đạo Cao Đài, thì giữa tháng 12 năm đó, nhóm được Thượng đế xưng danh Cao Đài lần đầu tiên.
Nhóm này về sau phát triển thêm nhiều người, quan trọng nhất là việc thu nhận thêm Lê Văn Trung, cựu Nghị viên Hội đồng Quản hạt Nam Kỳ, người về sau giữ vai trò quan trọng trong việc phát triển đạo Cao Đài.

### Xây dựng Hội Thánh
Với sự liên hệ của ông Vương Quang Kỳ, giữa các nhóm hầu cơ bắt đầu có sự liên hệ qua lại. Ngày 21 tháng 2 năm 1926 (tức ngày 9 tháng 1 năm Bính Dần, trong một buổi cầu cơ tại nhà ông Kỳ, có mời các nhân vật có danh tiếng của các nhóm cầu cơ cùng đến dự, một bài thơ được lưu truyền là cơ giáng của Thượng đế, trong đó có tên của 13 người, về sau được tín đồ Cao Đài xưng tụng là những tín đồ đầu tiên của đạo, với ông Ngô Văn Chiêu được tôn xưng Anh Cả. Tên ông được xướng ở vị trí thứ 11.
Trong một buổi hầu cơ ngày 17 tháng 4 năm 1926 (tức 6 tháng 3 năm Bính Dần) tại Từ Lâm Tự, Phạm Công Tắc cùng với các ông Lê Văn Trung, Cao Quỳnh Cư và bà Nguyễn Thị Hiếu, đã nhận cơ giáng chuẩn bị đạo phục Giáo tông để phong cho ông Ngô Văn Chiêu. Tuy nhiên, ông Chiêu đã từ chối và trả lại tiền may bộ đạo phục này. từ đó không tham gia vào hoạt động phổ độ nào nữa, mà chỉ tuyển chọn một số ít tín đồ riêng để tu tập theo lối Nội giáo tâm truyền. tách ra thành một hệ phái tu riêng, hình thành hệ phái Cao Đài Chiếu Minh.
Việc hình thành Hội Thánh không vì thế mà dừng lại. Từ ngày 22 đến ngày 26 tháng 4 năm 1926, trong các buổi cầu cơ, các tín đồ chủ chốt đã được cơ giáng phong chức phẩm cao cấp để hình thành Hội Thánh, gồm:
- Ông Lê Văn Trung phong Đầu sư Thượng Trung Nhựt.
- Ông Lê Văn Lịch phong Đầu sư Ngọc Lịch Nguyệt.
- Ông Phạm Công Tắc phong Hộ giá Tiên đồng Tá cơ Đạo sĩ
- Ông Cao Quỳnh Cư phong Tiên Hạc Tá cơ Đạo sĩ[11]
- Các ông Trương Hữu Đức và Nguyễn Trung Hậu phong Tiên Hạc Phò cơ Đạo sĩ
- Ông Vương Quang Kỳ phong Tiên Sắc Lang Quân nhậm Thuyết Đạo Giáo sư
- Ông Đoàn Văn Bản phong Tiên Đạo Công Thần nhậm Thuyết Đạo Giáo sư.

Như vậy, trong tổ chức Hội Thánh nguyên thủy đã hình thành ngôi vị Giáo tông, Đầu sư, Đạo sĩ Tá cơ, Phò cơ và Giáo sư. Do ông Chiêu từ chối ngôi Giáo tông, vai trò lãnh đạo do 2 vị Đầu sư Lê Văn Trung và Lê Văn Lịch đảm trách.
Bấy giờ, các chức phẩm Hộ pháp, Thượng Phẩm, Thượng Sanh bấy giờ chưa được phong chính thức, mà chỉ thông qua các vị trí đứng hành lễ, về sau mới hình thành các chức phẩm cao cấp trong Hiệp Thiên Đài.
| “                              | "Mấy đứa con là: Nghĩa, Hậu, Đức, Tràng, Cư, Tắc, Sang, đều mặc đồ trắng, hầu theo thứ lớp như vầy: Nghĩa, Đức đứng ngoài, là tại Bàn Thờ Hộ pháp, rồi Hậu, Tràng đứng cặp kế đó, kế ba con sau rốt hết: Tắc giữa, Cư mặt, Sang trái." | ” |
| — Thánh Ngôn Hiệp Tuyển. I. 25 | |   |

Từ những chức sắc đầu tiên này, Hội Thánh dần phát triển thành 6 đàn cầu cơ ở Nam Kỳ, thu nạp thêm tín đồ. Ngày 29 tháng 9 năm 1926 (tức 23 tháng 8 năm Bính Dần), ông cùng 246 tín đồ lập tờ tịch đạo (tức danh sách tín đồ). Trong tờ Khai đạo gửi Thống đốc Nam Kỳ Le Pol ngày 7 tháng 10 năm 1926 (tức 1 tháng 9), tên ông đứng thứ 18 trong số 28 đạo hữu cùng ký tên trong tờ khai. Sau đó các tín đồ chia làm 3 nhóm đi phổ độ ở Nam Kỳ Lục tỉnh.
Năm 1927, chính quyền thực dân Pháp chuyển công tác ông lên Nam Vang (Phnom Penh). Tại đây, với tư cách là một Tá cơ Đại sĩ, ông đã chiêu nạp một số tín đồ và phong chức theo cơ bút, từ đó hình thành Cơ quan Truyền giáo Hải ngoại để truyền đạo ra nước ngoài. Trong số những chức sắc đầu tiên của Hội Thánh Ngoại Giáo, một số trở thành những nhân vật có ảnh hưởng sau này như Tiếp đạo Cao Đức Trọng, Giáo sư Thượng Chữ Thanh (Đặng Trung Chữ) cố vấn Ủy ban Kháng chiến tỉnh Tây Ninh, Phối sư Thượng Vinh Thanh (Trần Quang Vinh) Tổng tư lệnh quân đội Cao Đài... Do hoạt động tích cực của ông và Hội Thánh Ngoại Giáo có ảnh hưởng đến một số nhân sĩ trí thức và quan chức Pháp, tháng 2 năm 1932, Quốc hội Pháp đồng ý cho các tín đồ Cao Đài được hưởng chế độ tự do tín ngưỡng trên toàn cõi Đông Dương.

### Chưởng quản Nhị hữu hình đài
Sau khi Quyền Giáo tông Thượng Trung Nhựt mất năm 1934, nhiều chức sắc cao cấp của Tòa Thánh ly khai và thành lập những hệ phái độc lập. Nhằm ngăn chặn sự tan rã của Hội Thánh, vào ngày lễ Đại tường (xả tang) Đức Quyền Giáo Tông Thượng Trung Nhựt là ngày 8 tháng 11 năm 1935, một Đại hội đồng gồm tất cả nghị viên và phái viên Hội Nhơn Sanh và Hội Thánh nhóm tại Tòa Thánh Tây Ninh vào ba ngày 8, 9, 10 tháng 11 năm 1935, có hàng vạn tín đồ các nơi về tham dự. Toàn Đại hội đồng đã đồng thanh tín nhiệm Hộ pháp Phạm Công Tắc cầm quyền thống nhất Chánh Trị Đạo cho đến ngày có Đầu Sư chánh vị để điều hành nền Đạo. Trên thực tế, ông trở thành vị lãnh đạo tối cao, cầm quyền thống nhất Chánh Trị Đạo của Tòa Thánh Tây Ninh cho đến ngày quy liễu.

Bửu tháp Đức Hộ pháp (nơi đặt kim thân của Hộ pháp Phạm Công Tắc sau khi được đưa về từ Campuchia năm 2006) trong khuôn viên Tòa Thánh Tây Ninh

Năm 1940, quân Nhật thâm nhập Đông Dương. Để hỗ trợ Chính sách Đại Đông Á, người Nhật đã bí mật khuyến khích và hỗ trợ cho nhiều tổ chức chống Pháp không Cộng sản, với mục đích xây dựng những lực lượng hậu thuẫn về sau này. Trước tình hình phong trào chống thực dân Pháp trong nước Việt Nam nổi lên khắp nơi từ năm 1941, chính quyền Pháp đã đàn áp thẳng tay bằng cách giam giữ tất cả những ai bị tình nghi là chống lại họ. Lúc bấy giờ Cao Đài là một tôn giáo có tổ chức chặt chẽ và phát triển rất nhanh, nên người Pháp rất lấy làm nghi ngại. Sau nhiều lần đe dọa, Pháp vào tận Nội ô Toà Thánh Tây Ninh bắt Phạm Công Tắc và 5 chức sắc khác đày sang đảo Madagascar. Họ cũng thực hiện việc chiếm đóng hầu như tất cả các cơ sở của đạo Cao Đài ở Đông Dương. 
Mãi sau khi tái chiếm Đông Dương, trước làn sóng phản đối chống Pháp đòi độc lập cho Việt Nam cũng như việc lưu đày Hộ pháp Phạm Công Tắc của tín đồ Cao Đài nên năm 1946, người Pháp trả tự do cho Phạm Công Tắc, đổi lại việc các tín đồ Cao Đài sẽ không tấn công người Pháp. Với quan điểm chống vô thần của Việt Minh, trên danh nghĩa ông đã chấp thuận điều kiện này và từ đó trở lại cầm quyền tôn giáo Cao Đài, thực hiện kiện toàn tất cả các cơ sở tôn giáo này. Nhưng thực tế dưới sự lãnh đạo của ông, tín đồ Cao Đài vẫn tiếp tục chống Pháp lẫn Việt Minh.

### Xung đột và lưu vong
Sau khi về nước nắm quyền chấp chính, quyền tự trị của Tòa Thánh Tây Ninh là một trở ngại trong tiến trình Thủ tướng Ngô Đình Diệm thâu tóm quyền lực. Tháng Ba năm 1955, lực lượng Cao Đài liên kết với Phật giáo Hòa Hảo, lực lượng Bình Xuyên lập ra Mặt trận Thống nhứt Toàn lực Quốc gia ra tối hậu thư đòi cải tổ chính phủ và chấm dứt sự đàn áp. Phạm Công Tắc là chủ tịch Mặt trận. Chính phủ Quốc gia không nhượng bộ; Lê Văn Viễn ra lệnh tấn công Quân đội Quốc gia nhưng bị đánh bại và truy nã trong khi các thành phần khác trong Mặt trận quay súng quy thuận. Ngày 5 tháng 10 năm 1955, tướng Nguyễn Thành Phương đem quân bản bộ về bao vây Hộ pháp Đường tại Tòa Thánh Tây Ninh.
Chiến dịch thanh trừng này có mục đích là loại bỏ những ai không đồng tình với chế độ lúc bấy giờ. Dưới sự đàn áp của chính phủ Diệm, ngày 16 tháng 2 năm 1956, lúc 3 giờ sáng, ông rời Tòa Thánh theo quốc lộ 22 sang Nam Vang (Campuchia) qua ngã Gò Dầu.
Phạm Công Tắc tiếp tục hành đạo và phát triển đạo ở ngoại quốc. Tại Nam Vang, ngày 26 tháng 3, ông công bố "Cương lĩnh Hòa Bình Chung Sống", với tiêu chí là: Do Dân; Phục Vụ Dân; Lập Quyền Dân. Ông kêu gọi hai miền Nam và Bắc thi đua nhân nghĩa không để cảnh nồi da xáo thịt diễn tiến... Tuyên bố Hòa bình chung sống của Hộ pháp Phạm Công Tắc là cơ sở của Ban Củng cố hòa bình chung sống (3/1963). Đây là một tổ chức yêu nước và tiến bộ của chức sắc và tín đồ Tòa Thánh Tây Ninh. Ban thật sự đã trở thành tiếng nói chung, khắc phục kịp thời những xung đột, phức tạp về tư tưởng, là trung tâm để hội tụ đông đảo các tầng lớp chức sắc và tín đồ toàn đạo đấu tranh vì hoà bình. Với Đường lối "Hòa bình chung sống" của đạo Cao Đài, đồng bào Cao Đài đã chung sức, chung lòng, luôn đồng hành cùng dân tộc đấu tranh vì lý tưởng "Nước Vinh, Đạo Sáng". Đó cũng là tiền đề vững chắc cho đạo Cao Đài tiếp nối đường hướng "Nước Vinh, Đạo Sáng" trong những thời kỳ tiếp theo.
Cũng trong thời gian này Phạm Công Tắc gởi thư cho Hồ Chí Minh, Chủ tịch Việt Nam Dân chủ Cộng hòa kêu gọi hòa bình với miền Nam nhằm tiến tới thành lập một chính phủ liên hiệp và thống nhất tổ quốc. Chủ tịch Hồ Chí Minh đã gởi điện văn hoan nghênh lời đề nghị của ông. Và Tôn Đức Thắng, lúc bấy giờ là Chủ tịch trung ương Mặt trận Tổ quốc Việt Nam đã gởi thư sang Campuchia mời ông ra thăm Hà Nội và tín đồ Cao Đài miền Bắc.
Vì tuổi già sức yếu, ông làm một văn thư gởi Hoàng Thân Sihanouk, thỉnh cầu cho ông tạm gởi thi hài nơi đất Campuchia dưới sự bảo vệ của Hoàng gia Campuchia, đồng thời, ông gọi các Chức sắc và bổn đạo tới bên giường bịnh để di chúc:
"Bần đạo qui Thiên, tạm gởi thể xác nơi đất Cao Miên một thời gian. Ngày nào nước nhà độc lập thống nhất hoặc thực hiện đúng theo đường lối Hòa bình Trung lập, sẽ di liên đài về Tòa Thánh Tây Ninh."
Ông qua đời vào ngày mùng 10 tháng 4 năm Kỷ Hợi (dl ngày 17 tháng 5 năm 1959) hưởng thọ 70 tuổi tại Nam Vang.
Năm 2006, Hội Thánh Đại Đạo Tam Kỳ Phổ Độ Tòa Thánh Tây Ninh đã đưa hài cốt của ông về Tòa Thánh Tây Ninh theo ý nguyện của toàn Đạo và Thánh ý trước khi mất của ông.
Hằng năm ngày quy Thiên của ông (ngày 10 tháng 4 năm Kỷ Hợi) được cử hành long trọng và thành kính... nhiều người Việt ở nước ngoài cũng cử hành lễ nầy nơi họ sinh sống và coi đây như là một trong những cột mốc kết hợp để bay về Việt Nam...

## Đạo nghiệp
Trong số mười hai tín đồ đầu tiên của Cao Đài, Phạm Công Tắc là người có sự nghiệp ngoài đời khiêm tốn hơn, nhưng trong Tôn Giáo Cao Đài, ông là một trong những người quan trọng nhất trong việc xây dựng và kiện toàn tổ chức của tôn giáo này. 
Lập Cơ quan truyền giáo Hải ngoại
Đàn cơ ngày 27 tháng 7 năm 1927, tại Campuchia, Đức Cao Đài ân phong các vị sau đây vào hàng chức sắc:
- Giáo Hữu: Thượng Bảy Thanh (Lê Văn Bảy).
- Giáo Hữu: Thượng Lắm Thanh (Nguyễn Văn Lắm).
- Giáo Hữu: Ngọc Sự Thanh (Võ Văn Sự).
- Lễ Sanh: Thượng Chữ Thanh (Đặng Trung Chữ).
- Lễ Sanh: Thượng Vinh Thanh (Trần Quang Vinh).
- Lễ Sanh: Thái Của Thanh (Phạm Kim Của).
- Nữ Giáo Hữu: Hương Phụng (Bà Batrya Trần Kim Phụng).
- Nữ Giáo Hữu: Hương Huê (vợ của Ông Lê Văn Bảy).
- Tiếp Đạo: Cao Đức Trọng.
Với số chức sắc đầu tiên này, ông thành lập Cơ quan truyền giáo Hải ngoại, thường gọi là Hội Thánh Ngoại Giáo tại Nam Vang, có nhiệm vụ truyền đạo cho người ngoại quốc tại đây gồm: Việt kiều, Hoa kiều, người Pháp và người Campuchia.

#### Cất Tòa Thánh Tây Ninh
Ngày 14 tháng 2 năm 1936, Hộ pháp Phạm Công Tắc, bấy giờ là Chưởng quản Nhị Hữu hình Đài, nắm quyền lãnh đạo Hội Thánh Cao Đài, đã huy động 500 vị Phạm Môn (tiền thân của Cơ quan Phước Thiện) tiếp tục khởi công xây cất Tòa Thánh Tây Ninh. Bên cạnh đó, ông cũng yêu cầu các tín đồ khác quyên góp tiền bạc, vật liệu, lương thực, gởi về Thánh địa để việc xây dựng tạo tác Tòa Thánh không bị gián đoạn.
Việc xây dựng được tiến hành liên tục trong hơn 4 năm và hầu như hoàn thành căn bản, chỉ còn phần tạo tác trang trí. Tuy nhiên, ngày 28 tháng 6 năm 1941, chính quyền thực dân Pháp lo ngại trước các hoạt động của đạo Cao Đài, nên đã cho bắt giữ Hộ pháp Phạm Công Tắc, Khai pháp Trần Duy Nghĩa và một số chức sắc cao cấp khác đày đi Madagascar. Họ cũng cho quân lính chiếm đóng chiếm đóng Tòa Thánh làm nhà xe và chỗ ở cho lính Pháp, đuổi các chức sắc và công thợ ra khỏi Tòa Thánh.
Mãi đến ngày 30 tháng 8 năm 1946, để tranh thủ thêm đồng minh trong cuộc chiến chống Việt Minh, chính quyền Pháp cho phép Hộ pháp Phạm Công Tắc trở về Tòa Thánh. Sau khi trở về Tòa Thánh, ông đã huy động số thợ trở lại để sửa chữa những chỗ hư hỏng của Tòa Thánh do lính Pháp gây ra, rồi tiếp tục tạo tác cho đến ngày 24 tháng 1 năm 1947 thì Tòa Thánh được hoàn thành. Ngày 27 tháng 1, Hộ pháp Phạm Công Tắc làm lễ Trấn Thần Tòa Thánh. Tuy nhiên, do hoàn cảnh chiến tranh, mãi 8 năm sau, Đại lễ Khánh thành Tòa Thánh và các cơ sở Đạo trong vùng Thánh địa mới được tổ chức vào ngày 1 tháng 2 năm 1955.

#### Lập các phẩm Chức sắc HTĐ dưới Thập nhị Thời Quân
Năm 1935, ông lập ra 7 phẩm Chức sắc dưới Thập nhị Thời Quân, để làm nhân viên giúp cho các vị Thời Quân hành quyền tư pháp của Hiệp Thiên Đài.
Bảy phẩm chức sắc đó là:
1.    Tiếp Dẫn Đạo Nhơn.
2.    Chưởng Ấn.
3.    Cải Trạng.
4.    Giám Đạo.
5.    Thừa Sử.
6.    Truyền Trạng.
7.    Sĩ Tải.
Dưới phẩm Sĩ Tải, ông lập một phẩm thứ 8 nữa là Luật Sự.

#### Lập Cơ quan Phước Thiện
Ngày 10 tháng 12-năm 1938, ông cùng Giáo Tông Lý Thái Bạch ban hành Đạo Nghị Định số 48/PT thành lập Cơ quan Phước Thiện với 12 phẩm cấp chức sắc gọi là Thập nhị đẳng cấp thiêng liêng. Cơ quan Phước Thiện này là cơ quan tạo lập các cơ sở kinh tế và làm ra của cải vật chất cho đạo Cao Đài nhằm hỗ trợ các việc sinh hoạt trong đạo và cứu trợ từ thiện xã hội đối với trẻ em mồ côi, người già cả neo đơn. Và tổ chức các cuộc cứu trợ nạn nhân bị chiến tranh, thiên tai.

#### Xây dựng 3 Cung 3 Động
Ông còn cho xây dựng 3 Cung 3 Động, làm Tịnh thất truyền Bí pháp luyện đạo cho các vị tín đồ tu chơn.
Năm 1947, ông cho xây cất Trí Huệ Cung - Thiên Hỷ động làm tịnh thất cho nữ phái và hoàn thành ngày 22 tháng 1 năm 1951.
Ngày 29 tháng 12 năm 1954, ông ban hành Huấn lịnh số 285/VP-HP, xây dựng Trí Giác cung - Địa Linh động làm tịnh thất cho cả nam và nữ.
Ngày 23 tháng 11 năm 1954, ông đích thân lên núi Bà Đen để định chỗ xây dựng cơ sở tịnh thất lấy tên là Vạn Pháp Cung - Nhơn Hòa động dùng làm tịnh thất cho nam phái. Đến tháng 3 năm 1955, chính thức khởi công xây dựng.

#### Cất Chợ Long Hoa
Kể từ năm 1947 trở về sau, chiến tranh giành độc lập của Việt Minh chống lại quân đội Pháp lan rộng khắp nơi, khiến cho các tín đồ Cao Đài từ khắp các nơi đổ dồn về vùng Thánh địa Tây Ninh lập nghiệp càng lúc càng đông. Nên ngày 12 tháng 11 năm Nhâm Thìn (dl 28 tháng 12 năm 1952), ông cho khởi công xây dựng chợ Long Hoa theo vị trí và bản vẽ của ông để tín đồ Cao Đài có nơi buôn bán làm ăn. Ngày nay, đây là ngôi chợ lớn nhất của tỉnh Tây Ninh và được dổi tên lại là Trung tâm thương mại Long Hoa. Chợ nằm tại Thị xã Hòa Thành, cách Tòa Thánh Tây Ninh khoảng 1 km.

### Một giáo sĩ nhiệt thành
Ngoài nhiệm vụ lãnh đạo Hội Thánh Đại Đạo Tam Kỳ Phổ Độ Tòa Thánh Tây Ninh, ông còn là một nhà tu hành. Đối với các tín đồ Cao Đài, ông nhân danh Thượng đế rao giảng chân lý trong nhân gian. Chưa kể đến những bài diễn văn trong các buổi lễ tôn giáo, những bài giảng đạo của ông về Con Đường Thiêng Liêng Hằng Sống và Bí Pháp đã được Ban Tốc Ký Tòa Thánh Tây Ninh ghi lại và phát hành. Tín đồ Cao Đài xem tài liệu này là rất quan trọng bởi vì nội dung của những bài thuyết giảng này chứa đựng triết lý và các phương cách tu tập chính thức rất đặc trưng của Đạo Cao Đài.

### Một nhà quy hoạch xây dựng
Chính ông là người khởi công xây dựng Tòa Thánh vào năm 1936 và tổ chức lễ khánh thành Tòa Thánh Tây Ninh vào năm 1955. Toà Thánh là cơ ngơi quan trọng nhất của tôn giáo Cao Đài (Thể pháp quan trọng nhất).
Thiếu thể pháp này, đạo Cao Đài không thể nào phát triển thành một tôn giáo có qui củ được.
Điều quan trọng là toàn bộ công thức và phương án xây dựng một thế giới mới "trong Bác ái và Công Bằng" đã được ông ký gởi vào các công trình kiến trúc để làm mô hình cho phần văn bút của ông...
Triết lý của Đạo Cao Đài do Thượng đế mà có.
Triết học của Đạo Cao Đài do Hộ pháp Phạm Công Tắc mà nên hình.
Ngoài ra, nhiều cơ sở vật chất khác cũng được xây dựng trong thời gian ông cầm quyền Giáo chủ Cao Đài, như: Trí Huệ Cung, Trí Giác Cung, chợ Long Hoa, Báo Ân Từ (Điện thờ Phật Mẫu tạm), v.v...
Cũng còn một số cơ sở khác đã được quy hoạch sẵn cho hậu tấn thực thi.
Đến nay những cơ sở này vẫn chưa được khởi công xây dựng. Trong số này có thể kể ra Vạn Pháp Cung, Điện thờ Phật Mẫu chính thức; sân bay Trí Huệ Cung. Và chính ông đã lập ra Tịnh thất đầu tiên của tôn giáo Cao Đài là Trí Huệ Cung.
Ông nắm quyền Chí Tôn tại thế để ban hành: Luật Lệ chung các Hội; Nội Luật Hội Nhơn Sanh; Nội Luật Hội Thánh; trong 03 Hội Lập Quyền Vạn Linh. (Không có ba luật nầy thì không có quyền Vạn Linh trong Đạo Cao Đài). Đặc biệt là Đạo Luật Mậu Dần "1938" đề lập ra tứ trụ của hành chính Tôn giáo Cao Đài là: Hành Chánh, Phước Thiện, Phổ Tế và Toà Đạo.
Thể pháp Tôn giáo "như ăn chay - thực hành nhân nghĩa" đã được ông đưa vào xã hội và hoà tan vào lòng cư dân Thánh địa Cao Đài tạo nên nết sống văn hóa trong xã hội và con người Tây Ninh nói riêng và toàn thể tín đồ Cao Đài trên thế giới nói chung cho đến ngày hôm nay.
Dấu ấn rõ nhất là:
- Bố trí hạ tầng ở Thánh Địa Tây Ninh. (Tỷ lệ đường giao thông cao nhất Việt Nam hiện nay)
- Hai thực tế được kiểm chứng chính xác là:
- Hiện nay Thánh Địa là nơi có nhiều người làm việc nghĩa " Tự nguyện giúp đỡ người khác mà không nhận tiền" không nơi nào có được " Tang lễ được cử hành long trọng và hoàn toàn miễn phí....."
- Hiện nay là nơi có tỉ lệ người ăn chay cao nhất Việt Nam và cả thế giới...

### Kết luận một cuộc đời gắn liền với thăng trầm nền Đạo
Cuộc đời của Hộ pháp Phạm Công Tắc gần như là lịch sử của đạo Cao Đài trong 31 năm đầu tiên, kể từ lúc sơ khởi nền Đạo năm 1925 cho đến năm 1956 khi ông rời khỏi Tòa Thánh Tây Ninh, lưu vong sang Campuchia.
Ông được xem là một trong những môn đệ yêu ái nhứt đầu tiên của Đức Cao Đài, lại là người trẻ tuổi được Đức Cao Đài đặt vào phẩm vị cao quý nhứt của Hiệp Thiên Đài, 37 tuổi đắc phong Hộ pháp, và kể từ năm đó, ông xả thân hành đạo cho đến ngày sức tàn, lực kiệt, trở về thiêng liêng vị.
Cho nên công nghiệp của ông đối với đạo Cao Đài vĩ đại nhất so việc tất cả các Chức sắc cao cấp cầm quyền điều khiển nền Đạo thuở ban đầu.
Trong Nội Ô Tòa Thánh Tây Ninh, cũng như trong khắp vùng Thánh địa Tây Ninh, từ những Đền thờ đến các dinh thự, từ những con đường lớn hay nhỏ đến các cây cầu, từ những ngôi chợ đến các khu nhà ở trật tự khang trang, từ những ngôi trường dạy trẻ em nhà Đạo cho đến các Y Viện, Dưỡng Lão, Cô Nhi Viện, vv... đâu đâu cũng đều thấy có những dấu tích nhắc nhở công nghiệp vĩ đại của ông.
Thể xác của ông tuy đã mất, hình bóng ông tuy đã khuất, nhưng trong lòng của mỗi tín đồ Cao Đài trong nhiều thế hệ vẫn ghi khắc hình ảnh sống động của ông.
Theo lời của bà Đầu Sư Nguyễn Hương Hiếu và của ông Hiến pháp Trương Hữu Đức là "Không có Đức Ngài thì không có Đại Đạo Tam Kỳ Phổ Độ, vì khi Đức Chí Tôn đến với Đức Ngô Minh Chiêu, chỉ xưng là Thầy và ban hồng danh Cao Đài Tiên Ông". Câu nói này đã nói lên ý nghĩa to lớn của ông đối với sự hình thành và phát triển của Cao Đài giáo.
Với công nghiệp vĩ đại đối với nền đạo Cao Đài và nhân loại, Hiền Tài Trần Văn Rạng Thạc sĩ Sử học, Trường Đại học Văn khoa Sài Gòn, một chức sắc Cao Đài đã kết luận tóm lược cuộc đời ông trong quyển Chân dung Hộ pháp Phạm Công Tắc bằng câu: "Tâm vô quái ngại, đại hùng, đại lực, đại từ-bi".

## Huyền diệu khi quy Thiên
Ngay sau khi Đức Hộ pháp Phạm Công Tắc qui Thiên, ở bên nước Pháp, Nữ Đồng Tử Sarah Barthel tại thủ đô Paris, đã nghe được tiếng nói từ cõi thiêng liêng về sự liễu đạo của vị Giáo chủ Đạo Cao Đài. Bà ghi lại trong bài Chứng Nghiệm, đăng trên báo Le Lien des Cercles d'Etudes số 4 tháng 5-6 năm 1959, xuất bản tại Paris, được dịch ra sau đây:
| “                                                                          | SỰ QUI THIÊN của VỊ GIÁO CHỦ HOÀN CẦU của ĐẠO CAO ĐÀI: HỘ PHÁP PHẠM CÔNG TẮC. Để liên hiệp tất cả đệ tử Thần Linh thế giới, Chúng ta hãy than khóc, nhưng vẫn hy vọng! Hỡi các đệ tử Thần Linh Tây phương! Đối với anh chị em ta bên phương Đông và Viễn Đông, chúng ta có bổn phận là hiệp tinh thần trong việc hợp tác huynh đệ để tìm biết về vô hình. Một tiếng nói trên không trung nói với tôi: "Sở dĩ đạo đức đưa tới một đời sống hạnh phúc là vì đạo đức là một tình thương yêu cao cả và tình yêu nầy chỉ là một với tình yêu cả nhơn loại lẫn vũ trụ. Tiếng nói ấy là tiếng nói nào mà nó thoát ra ngoài vật thể và nó ở ngàn chỗ trên thế giới địa hoàn để cho tâm hồn yên lặng và mở rộng đều có thể nghe được, dầu họ ở phương Đông cũng như phương Tây, hoặc ở phương Bắc, cũng như phương Nam, họ chờ đợi tiếp nhận những lời Thánh giáo giống nhau, trạng tỏ rõ sự thỏa hiệp của tâm hồn. Đức Hộ pháp Phạm Công Tắc vừa qui Thiên ngày 17 tháng 5 năm 1959 hồi 13 giờ 30 phút (giờ Cao Miên) tại Chùa Tual Svay Prey, ở hộ đệ ngũ thuộc Châu thành Nam Vang... Đúng giờ đã định, những vị Thiên Thần cầm cây tàn vàng tới đón rước Ngài, và các Hung Thần bị xua đuổi ra xa tít, họp thành một lằn đen xa thẳm, như đóng khung không hẹn mà nên cho một cảnh giới thiên nhiên càng mở rộng thêm mãi. Những Đấng đã liễu đạo, lớp mặc Thiên phục đỏ, lớp Thiên phục xanh dương, lớp nữa Thiên phục vàng, và cũng còn hàng ngàn mặc Thiên phục trắng. Những vị Thiên phong sắc phục trắng nói rằng: Tiết độ là mối tình thương yêu làm chúng ta gìn giữ trong sạch những gì mà chúng ta yêu mến. Những vị Thiên phong sắc phục xanh dương nói: Thận trọng là mối tình thương yêu, phân biệt điều gì đưa đẩy chúng ta đến chỗ thiện và điều gì có thể lôi kéo chúng ta đi xa chỗ thiện. Những vị Thiên phong sắc phục vàng lúc bấy giờ nói: Công bình là tình thương yêu đặt chúng ta vào con đường phục vụ cho tình bác ái. Sau chót, những vị Thiên phong sắc phục đỏ cũng tuyên bố: Dũng lực là tình thương yêu giúp ta đảm nhiệm mọi khó khăn cho cái gì chúng ta yêu mến. Bốn lớp người nói xong thì tiếng nói của Đấng Thượng đế, tiếng nói ở trong Tâm của mỗi người, dầu ở Thiên giới hoặc Địa giới, hay ở Trung giới, tiếng nói ấy đã phán: "Trong bốn màu hiệp lại thành một, con đã xuống thế, hạ mình một cách cao cả, làm một vị Giáo chủ tốt. Hộ pháp Phạm Công Tắc, con hãy trở về trong lòng TA và góp giữ phần trong lời Thánh Huấn của TA, tiếng nói của Đấng Ngọc Hoàng Thượng đế." Ngày 17 tháng 5 năm 1959, hồi 7 giờ, trong toàn Địa giới, Trung giới, yên tịnh hay phiêu lãng, tất cả những người Nam Nữ trong đại cơ quan đồng tử đều được nhìn thấy và nghe rõ tất cả những sự việc mà tôi ghi chép y như trên. Nữ Đồng tử Sarah Barthel 20 đường Alibert, Paris Xème. | ” |
| — Hình Ảnh Đức Hộ pháp Phạm Công Tắc qui Thiên do soạn giả Nguyễn Văn Hảo. | |   |

## Tác phẩm

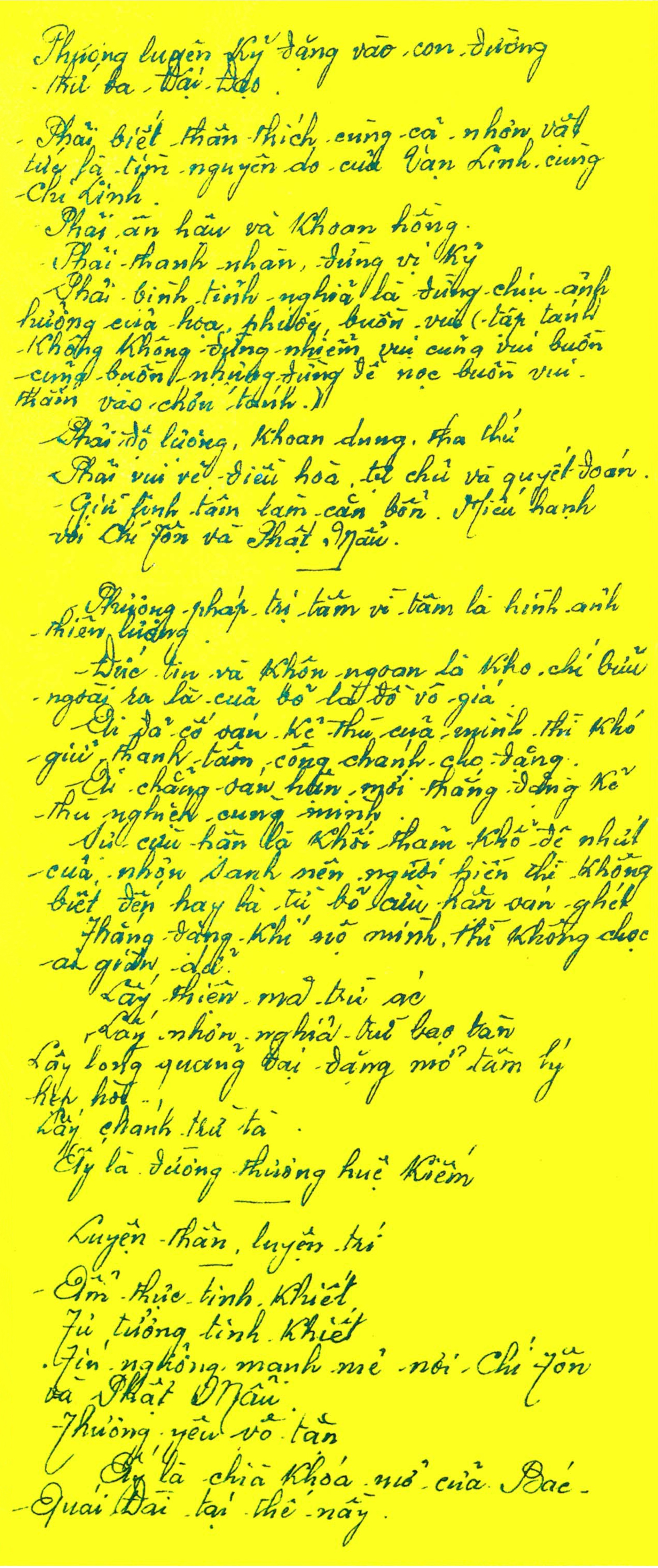
Bút tích Phương Luyện Kỷ

Ông là tác giả của nhiều tác phẩm, trong đó hầu hết về tôn giáo Cao Đài gồm:
- Phương Tu Đại Đạo – với bút danh Ái Dân – 1928.
- Thiên Thai Kiến Diện – 1927.
- Phương Luyện Kỷ đặng vào con đường thứ ba Đại Đạo – 1947.
- Mười bài kinh Thế Đạo.
- Một số bài thơ, diễn văn, thuyết đạo …